# 矯正歯科
矯正歯科（きょうせいしか）とは、歯科の診療科の一つで、不正咬合や顎変形症を治療する。歯科、小児歯科、歯科口腔外科とともに標榜科としても認められている。

## 概要
ワイヤーなどによる矯正力により歯を正常な位置に移動させ、あるいは上顎骨、下顎骨の形態変化を起こすことで、審美性や顎口腔機能の回復やその予防を目的とする。不正咬合は多くの疾患や機能障害の原因となり、これを取り除く矯正歯科の役割は大きい。
日本では、一般の矯正治療には保険が適用されないが、外科手術を必要とする症例には保険適用がある。

日本では、審美目的の矯正などでは保険が適用されないため、大体60万から120万円の費用が必要となる。アメリカ合衆国では個人の医療保険がありニュージーランド、イギリスなどでは学生（10歳-18歳）は不正咬合の難易度によって無料で、軽度の不正咬合には開業医（専門医）で治療を受ける必要がある。困難な不正咬合での無料の治療には待ち時間が1-2年あるため、開業医で治療を受けることが多い。治療には一期治療（若年者）と二期治療（若年成人）があり、14歳-15歳時に二期治療をすることが治療期間の短縮、費用の軽減につながり、医療機関でも推薦されている。

なお日本において保険適用にて対応できる症例は下記の通りである。
①「別に厚生労働大臣が定める疾患」に起因した咬合異常に対する矯正歯科治療
②前歯及び小臼歯の永久歯のうち3歯以上の萌出不全に起因した咬合異常（埋伏歯開窓術を必要とするものに限る。）に対する矯正歯科治療
③顎変形症（顎離断等の手術を必要とするものに限る）の手術前・後の矯正歯科治療
なお、これら保険適用される矯正歯科治療を行える医療機関は、厚生労働大臣が定める施設基準に適合しているものとして地方厚生（支）局長に届け出た保険医療機関のみになります。
①に該当する疾患一覧
1.唇顎口蓋裂
2.ゴールデンハー症候群（鰓弓異常症を含む。）
3.鎖骨頭蓋骨異形成
4.トリーチャ・コリンズ症候群
5.ピエール・ロバン症候群
6.ダウン症候群
7.ラッセル・シルバー症候群
8.ターナー症候群
9.ベックウィズ・ウイーデマン症候群
10.顔面半側萎縮症
11.先天性ミオパチー
12.筋ジストロフィー
13.脊髄性筋委縮症
14.顔面半側肥大症
15.エリス・ヴァンクレベルド症候群
16.軟骨形成不全症
17.外胚葉異形成症
18.神経線維腫症
19.基底細胞母斑症候群
20.ヌーナン症候群
21.マルファン症候群
22.プラダー・ウィリー症候群
23.顔面裂（横顔裂、斜顔裂及び正中顔裂を含む。）
24.大理石骨病
25.色素失調症
26.口腔・顔面・指趾症候群
27.メビウス症候群
28.歌舞伎症候群
29.クリッペル・トレノネー・ウェーバー症候群
30.ウイリアムズ症候群
31.ビンダー症候群
32.スティックラー症候群
33.小舌症
34.頭蓋骨癒合症（クルーゾン症候群及び尖頭合指症を含む。）
35.骨形成不全症
36.フリーマン・シェルドン症候群
37.ルビンスタイン・ティビ症候群
38.染色体欠失症候群
39.ラーセン症候群
40.濃化異骨症
41.6歯以上の先天性部分無歯症
42.CHARGE症候群
43.マーシャル症候群
44.成長ホルモン分泌不全性低身長症
45.ポリエックス症候群（XXX症候群、XXXX症候群及びXXXXX症候群を含む。）
46.リング18症候群
47.リンパ管腫
48.全前脳胞症
49.クラインフェルター症候群
50.偽性低アルドステロン症
51.ソトス症候群
52.グリコサミノグリカン代謝障害（ムコ多糖症）
53.線維性骨異形成症
54.スタージ・ウェーバ症候群
55.ケルビズム
56.偽性副甲状腺機能低下症
57.Ekman-Westborg-Julin症候群
58.常染色体重複症候群
59.巨大静脈奇形（頸部口腔咽頭びまん性病変）
60.毛 ・鼻・指節症候群（Tricho Rhino Phalangeal症候群）
61.その他顎・口腔の先天異常
「その他顎・口腔の先天異常」とは、顎・口腔の奇形、変形を伴う先天性疾患であり、当該疾患に起因する咬合異常について、歯科矯正の必要性が認められる場合に、その都度当局に内議の上、歯科矯正の対象とすることができる。
（令和4年度保険改定時点）

## 学会専門医・認定医
日本矯正歯科学会
- 認定医
- 指導医
- 臨床指導医（旧：専門医）

日本舌側矯正歯科学会
- 日本舌側矯正認定医
- ヨーロッパ舌側矯正認定医
- 世界舌側矯正認定医

日本成人矯正歯科学会
- 認定医
- 臨床指導医
- 総合指導医

日本矯正歯科協会
- 専門医

## 関連トピック
- デーモンシステム
- クリアアライナー
- インビザライン
- ローフォースローフリクションテクニック
- インプラント矯正
- コルチコトミー
- Eライン
- フランクフルト平面
- 舌側矯正
- クリアブラケット
- ブラック・トライアングル (歯科)
- セルコン ジルコニア ブラケット
- OrthoCAD
- クリスタブレースセブン
- アクアシステム
- MEAW
- 成人矯正
- セラミック矯正(クイック矯正)
- 非抜歯矯正
- 口腔習癖